# Ancistroceroides cordatus
Ancistroceroides cordatus är en stekelart som först beskrevs av Fox 1902.  Ancistroceroides cordatus ingår i släktet Ancistroceroides och familjen Eumenidae. Inga underarter finns listade i Catalogue of Life.